# Вовчківська сільська рада (Козелецький район)
Вовчкі́вська сільська́ ра́да — адміністративно-територіальна одиниця та орган місцевого самоврядування в Козелецькому районі Чернігівської області. Адміністративний центр — село Вовчок.
3 вересня 2015 року увійшла до Кіптівської сільської громади шляхом об'єднання із наколишніми сусідніми сільрадами.

## Загальні відомості
- Населення ради: 906 осіб (станом на 2001 рік)

## Населені пункти
Сільській раді були підпорядковані населені пункти:
- с. Вовчок

## Склад ради
Рада складалася з 12 депутатів та голови.
- Голова ради: Лось Валентина Михайлівна
- Секретар ради: Жидок Ольга Миколаївна

### Керівний склад попередніх скликань
| Прізвище, ім'я, по батькові | Основні відомості                                                               | Дата обрання | Дата звільнення |
| --------------------------- | ------------------------------------------------------------------------------- | ------------ | --------------- |
| Лось Валентина Михайлівна   | Сільський голова, 1964 року народження, освіта середня спеціальна               | 26.03.2006   | 31.10.2010      |
| Лось Валентина Михайлівна   | Сільський голова, 1964 року народження, освіта середня спеціальна, позапартійна | 31.10.2010   |                 |

Примітка: таблиця складена за даними сайту Верховної Ради України

### Депутати
За результатами місцевих виборів 2010 року депутатами ради стали:

#### За суб'єктами висування
| Суб'єкт висування         | Кількість обраних депутатів | %    |
| ------------------------- | --------------------------- | ---- |
| Партія регіонів           | 7                           | 58,3 |
| Народна партія            | 3                           | 25   |
| Самовисування             | 1                           | 8,3  |
| Українська Народна Партія | 1                           | 8,3  |

#### За округами
| № округу                  | Прізвище, ім'я, по батькові   | Дата визнання обраним | Освіта             | Партійна приналежність | Відомості про обраного депутата                        |
| ------------------------- | ----------------------------- | --------------------- | ------------------ | ---------------------- | ------------------------------------------------------ |
| Народна Партія            |                               |                       |                    |                        |                                                        |
| 2                         | Діденко Микола Григорович     | 01.11.2010            | середня            | член Народної партії   | Придеснянське лісництво, лісник                        |
| 6                         | Руденко Олександр Іванович    | 01.11.2010            | середня            | член Народної партії   | Придеснянське лісництво, лісник                        |
| 10                        | Ондюк Володимир Петрович      | 01.11.2010            | вища               | член Народної партії   | Придеснянське лісництво, майстер                       |
| Партія регіонів           |                               |                       |                    |                        |                                                        |
| 1                         | Коваленко Вікторія Михайлівна | 01.11.2010            | середня            | позапартійна           | тимчасово не працює                                    |
| 3                         | Шокун Людмила Миколаївна      | 01.11.2010            | середня            | позапартійна           | пенсіонер                                              |
| 4                         | Жидок Ольга Миколаївна        | 01.11.2010            | середня спеціальна | позапартійна           | Вовчківська сільська рада, секретар                    |
| 5                         | Дешко Ганна Павлівна          | 01.11.2010            | середня            | позапартійна           | пенсіонер                                              |
| 7                         | Копил Ольга Миколаївна        | 01.11.2010            | середня спеціальна | позапартійна           | Вовчківський фельдшерсько-акушерський пункт, завідувач |
| 8                         | Отрощенко Наталія Григорівна  | 01.11.2010            | вища               | позапартійна           | Вовчківська загальноосвітня школа, директор            |
| 12                        | Король Валентина Іванівна     | 01.11.2010            | вища               | позапартійна           | Вовчківська загальноосвітня школа, вчитель             |
| Українська Народна Партія |                               |                       |                    |                        |                                                        |
| 11                        | Жидок Микола Миколайович      | 01.11.2010            | середня спеціальна | позапартійний          | тимчасово не працює                                    |
| Самовисування             |                               |                       |                    |                        |                                                        |
| 9                         | Ондюк Раїса Борисівна         | 01.11.2010            | вища               | позапартійна           | Вовчківська сільська рада, бухгалтер                   |